# Strasen

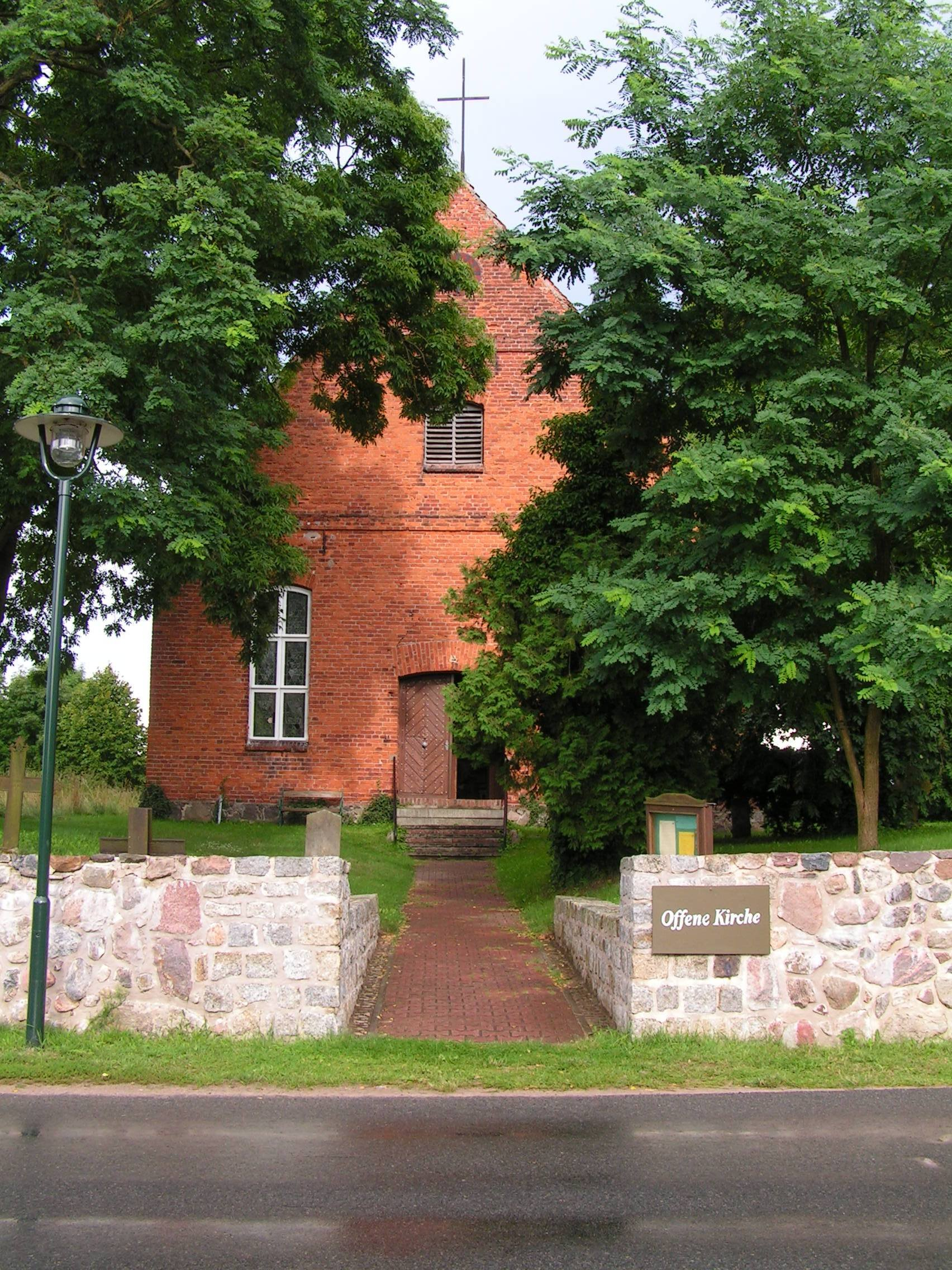
Evangelische Kirche in Strasen

Strasen ist seit dem 1. Januar 2000 ein Ortsteil der Stadt Wesenberg mit etwa 190 Einwohnern und liegt im oberen Havelgebiet inmitten der typisch mecklenburgischen Wald- und Seenlandschaft. Der Ort liegt an der Grenze zu Brandenburg zwischen dem Großen Pälitzsee im Westen und dem Ellbogensee im Osten. Beide Seen sind über die Schleuse Strasen miteinander verbunden. Bei Strasen treffen die Müritz-Havel-Wasserstraße und die Obere Havel-Wasserstraße aufeinander.

## Namen
Der Name leitet sich vom altslawischen Wort strag oder strêg für Wache ab. Dies dürfte sich auf die strategische Lage der Burg beziehen. Möglich wäre auch die Herkunft vom Lokator des Ortes:  Ort des Strazim.

## Geschichte
Im Jahr 1317 wurde eine Burg Strasen, als Strasym, erstmals in der Urkunde des Friedens von Templin urkundlich erwähnt. Deren Lage ist unbekannt, dürfte sich aber im heutigen Ortsgebiet befunden haben. Die Burg wurde als Schutzburg der Mark Brandenburg gegen die Mecklenburger Fürsten erwähnt. Durch den Frieden kam das Land um Strasen mit der Herrschaft Stargard zu Mecklenburg. Die Mecklenburger Fürsten verkauften 1403 und 1471 Teile des Dorfes bzw. das ganze Dorf. Im Jahr 1619 gehörten dem Herzog zu Mecklenburg wieder dreizehn Bauernstellen. Durch die Folgen des Dreißigjährigen Krieges wurden in Strasen im Jahr 1639 nur noch drei Bauernstellen gezählt. In den Jahren 1785 und 1864 brannten große Teile des Ortes ab. Im Jahre 1889 war Strasen größtes Dorf im Amt Mirow mit 397 Einwohnern. Durch den Bau von Schleusen in Fürstenberg/Havel und Steinförde um 1830 bekam Strasen Anschluss an das Wasserstraßennetz. Für die Verbindung zur Elbe kamen in den Jahren 1831 bis 1836 weitere Schleusen, darunter auch in Strasen, hinzu.
Am 1. Januar 1969 wurde Strasen zusammen mit Priepert zur neuen Gemeinde Strasen-Priepert zusammengeschlossen. Am 7. Mai 1990 wurde der Ort wieder zu einer selbstständigen Gemeinde.

## Sehenswürdigkeiten

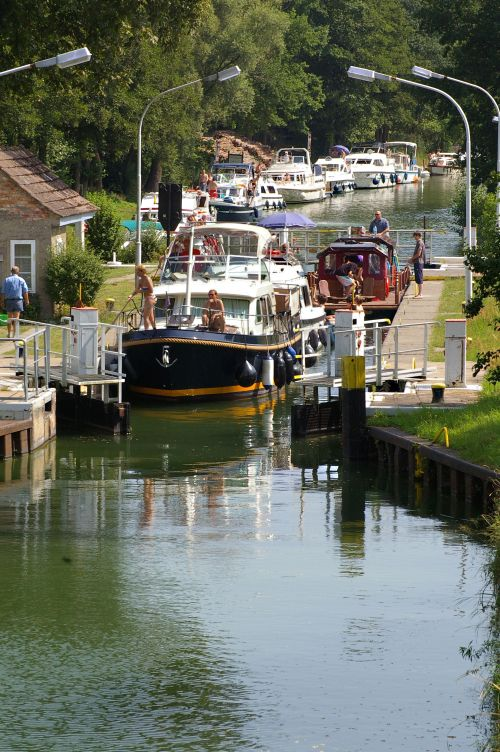
Schleuse in Strasen

Die Fachwerkkirche wurde in den Jahren 1782 bis 1784 von dem Forstingenieur J. C. Draeseke erbaut. Die Westfassade ist zwischenzeitlich in massiver Bauweise erneuert worden. Der Turm wurde 1968 wegen Baufälligkeit abgetragen. Zur Inneneinrichtung gehört ein Kanzelaltar mit Gehege aus den Jahren der Kircherrichtung.
An die Opfer des Todesmarsches vom April 1945 erinnert ein Holzkreuz auf dem Friedhof von 1996 am Grab von zwei ungarischen Jüdinnen, die während des Marsches umgekommen waren. Weiterhin befindet sich am Dorfeingang eine Stele aus dem Jahre 1997, die Jugendliche unter Anleitung des Künstlers Wolf Leo zur Erinnerung an die KZ-Häftlinge des Todesmarsches errichteten. Auch am Ortsausgang an der Straße nach Wustrow steht eine solche Stele mit der Inschrift Ravensbrück.
Ebenfalls sehenswert ist die Schleuse Strasen.